# Cmentarz wojenny nr 193 – Dąbrówka Szczepanowska
Cmentarz wojenny nr 193 – Dąbrówka Szczepanowska – zachodniogalicyjski cmentarz wojskowy w Dąbrówce Szczepanowskiej (woj. małopolskie). Cmentarz zachowuje historyczny układ pola walki z okresu I wojny światowej. 

## Lokalizacja
Cmentarz położony jest w Dąbrówce Szczepanowskiej w powiecie tarnowskim, w przysiółku Lubcza, na zalesionym  wzgórzu w masywie Lubinka. Brama główna znajduje się około 1000 m od wieży widokowej, przy drodze prowadzącej do wsi Lubinka. 

## Opis cmentarza
Cmentarz, założony na historycznym placu boju, zbudował Oddział Grobów Wojennych C. i K. Komendantury Wojskowej w Krakowie, według projektu Heinricha Scholza. Założenie cmentarne miało zachować autentyczny układ pola walki, pozostać dla potomnym wojennym skansenem. Zachowały się m.in. zarysy okopów, leje po pociskach artyleryjskich oraz zrekonstruowana ziemianka z fragmentem okopów. Na obszarze cmentarza wyodrębniono dwie kwatery – kwaterę żołnierzy armii austro-węgierskiej i kwaterę żołnierzy armii rosyjskiej; znajduje się na nich łącznie 69 nagrobków. Centralnym elementem cmentarza jest monumentalny obelisk upamiętniający krwawe walki o wyzwolenie Galicji z okupacji rosyjskiej.

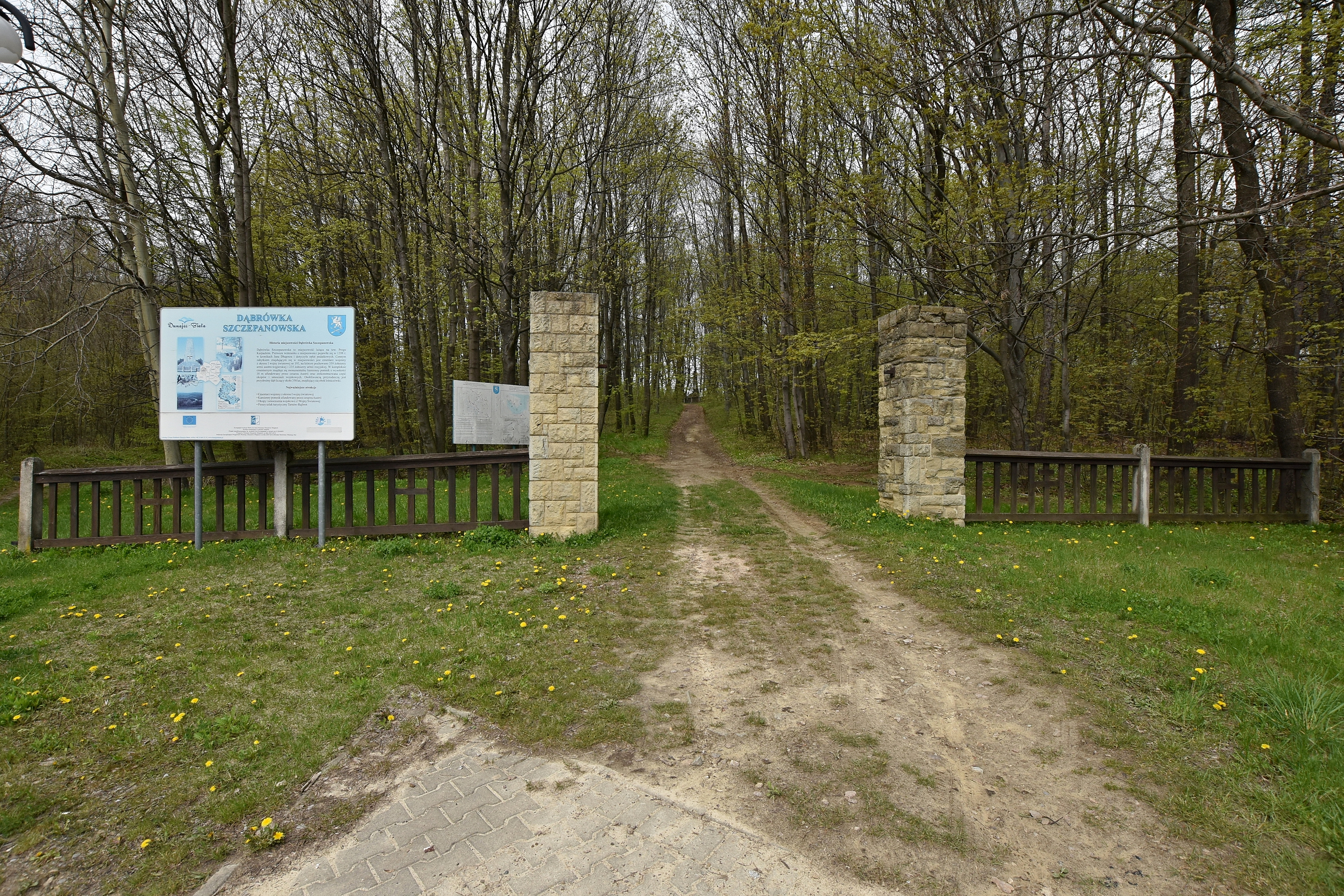
Brama główna
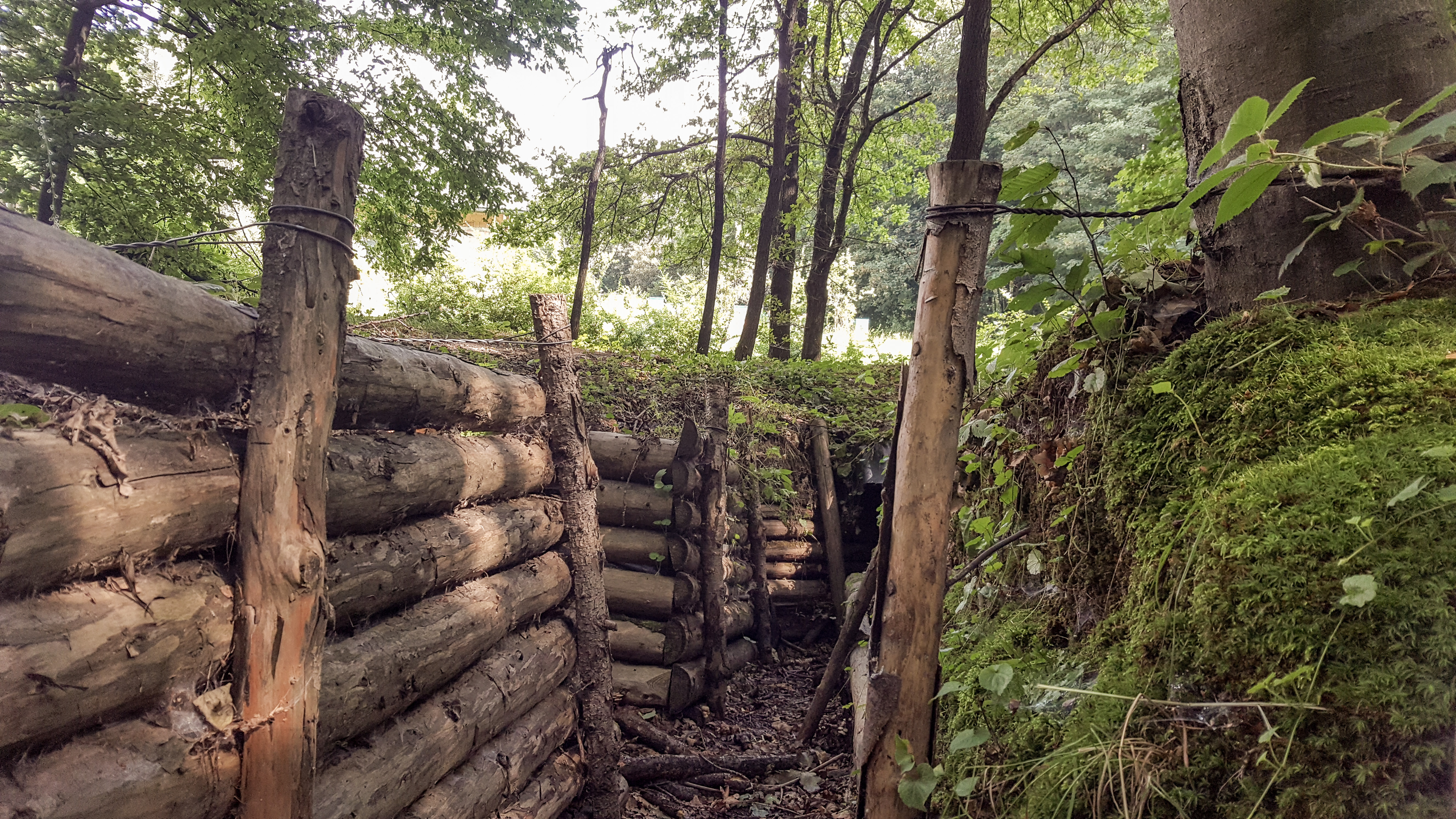
Fragment umocnień polowych
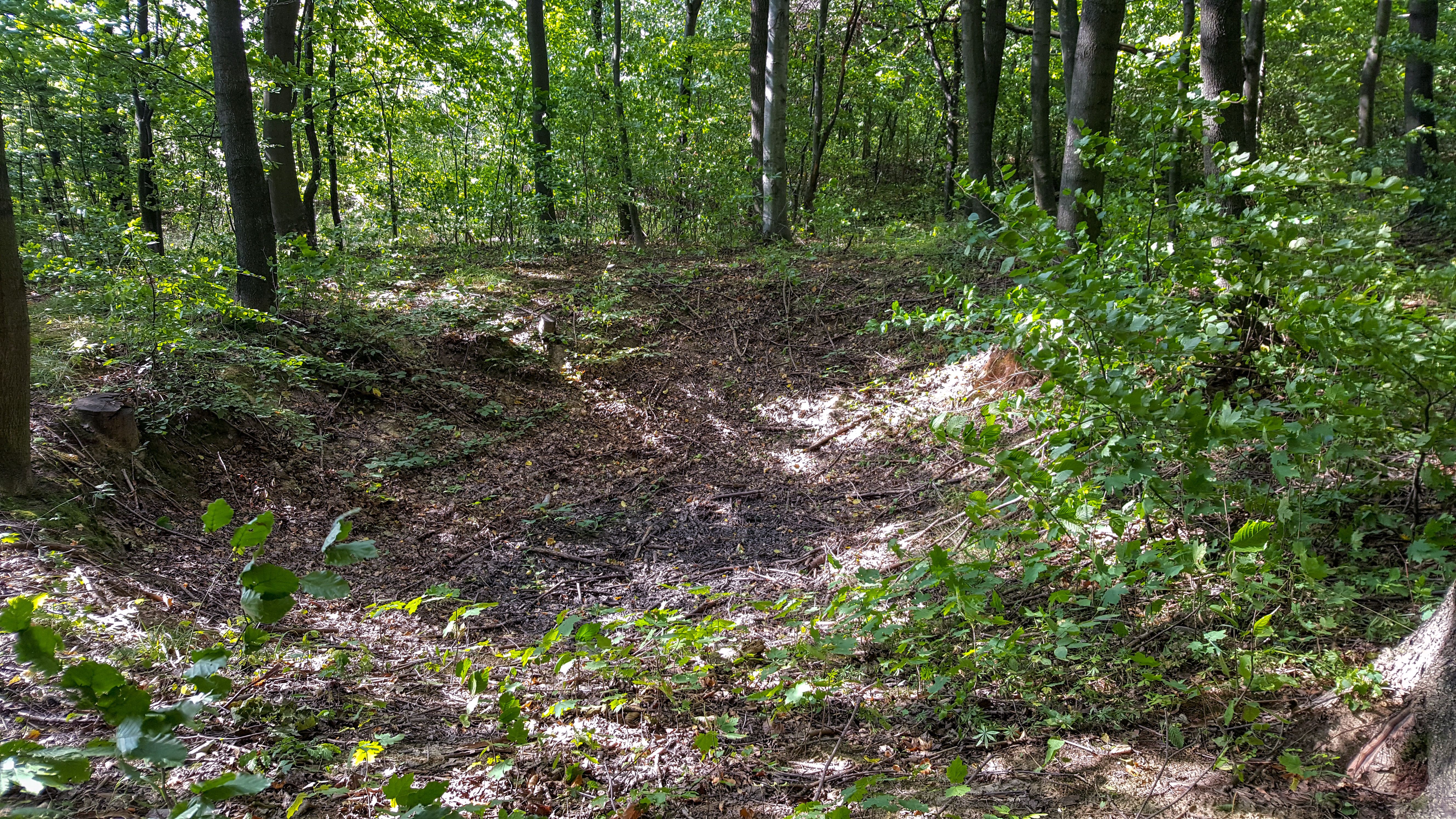
Lej po pocisku artyleryjskim

Pierwotnie całe założenie cmentarne było ogrodzone, do dziś zachowano jedynie fragment ogrodzenia z dwoma kamiennymi pylonami bramy głównej. Przy wejściu ustawiono tablicę informacyjną z planami i opisami bitwy oraz cmentarza.

### Pomnik centralny

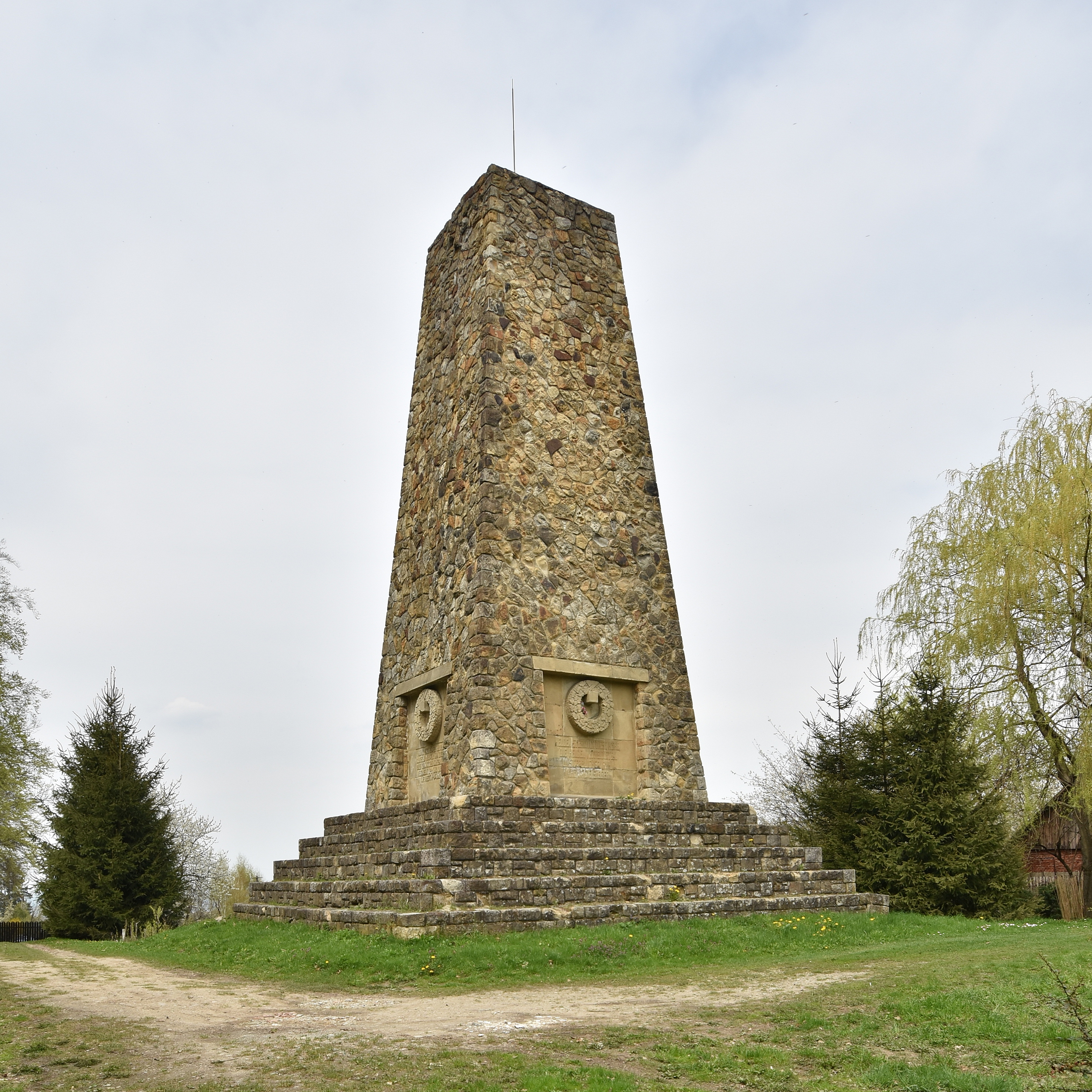
Pomnik centralny

Elementem centralnym cmentarza jest 17-metrowy kamienny pomnik – obelisk w kształcie graniastosłupa ustawiony na pięciostopniowym postumencie w pobliżu kwatery austro-węgierskiej. We wnękach bocznych ścian umieszczono cztery tablice z wykutymi inskrypcyjnymi w języku niemieckim, a nad nimi wyrzeźbione wieńce z dębowych liści, symbolizujących siłę i męstwo. Inskrypcje mają treść:
- HELDEN STÜRMTEN DIESE HÖHE DIE HELDEN; VERTEIDIETEN UNSTERBLICHER RUHM KRÖNT DIE SIEGER (w tłumaczeniu: Bohaterowie szturmowali to wzgórze bronione przez bohaterów; nieśmiertelna sława wieńczy zwycięzców)

- ZUM GEDÄCHTNIS DER SIEGREICHEN KÄMPFE UM DIE BEFREIUNG GALIZIENS AUS FEINDLICHER GEWALT (w tłumaczeniu: Ku pamięci zwycięskich walk o wyzwolenie Galicji od wrażej przemocy)

Pozostałe dwie tablice informują, że w tym miejscu 18 i 19 lutego 1915 roku krwawiły za swoją ojczyznę 2 Tyrolski Pułk Strzelców Cesarskich oraz 14 i 59 Pułk Piechoty, a 2 i 3 maja 1915 roku 3 i 4 Tyrolski Pułk Strzelców Cesarskich przełamały w niepowstrzymanym natarciu rosyjskie umocnienia.

### Kwatera żołnierzy austro-węgierskich
Zlokalizowana na szczycie wzniesienia, na obrzeżu lasu, kilka metrów na południowy zachód od pomnika centralnego. Kwatera, o powierzchni około 1200 m², została ogrodzona drewnianym płotem ozdobionym motywem krzyża. Kwaterę założono na planie prostokąta z wypuszczonym aneksem na pomnik. Naprzeciw pomnika, na środku dłuższego boku, znajduje się brama wejściowa.
Pomnikiem jest drewniany krzyż łaciński, ustawiony na wysokim stopniowanym postumencie z kamiennych bloczków. Na postumencie umieszczono tablicę z niemieckojęzyczną inskrypcją: ERLOSCHEN SIND UNSERE NAMEN ABER UNSERE TATEN LEUCHTEN (w tłumaczeniu: Zgasły nasze nazwiska, ale nasze czyny jaśnieją).

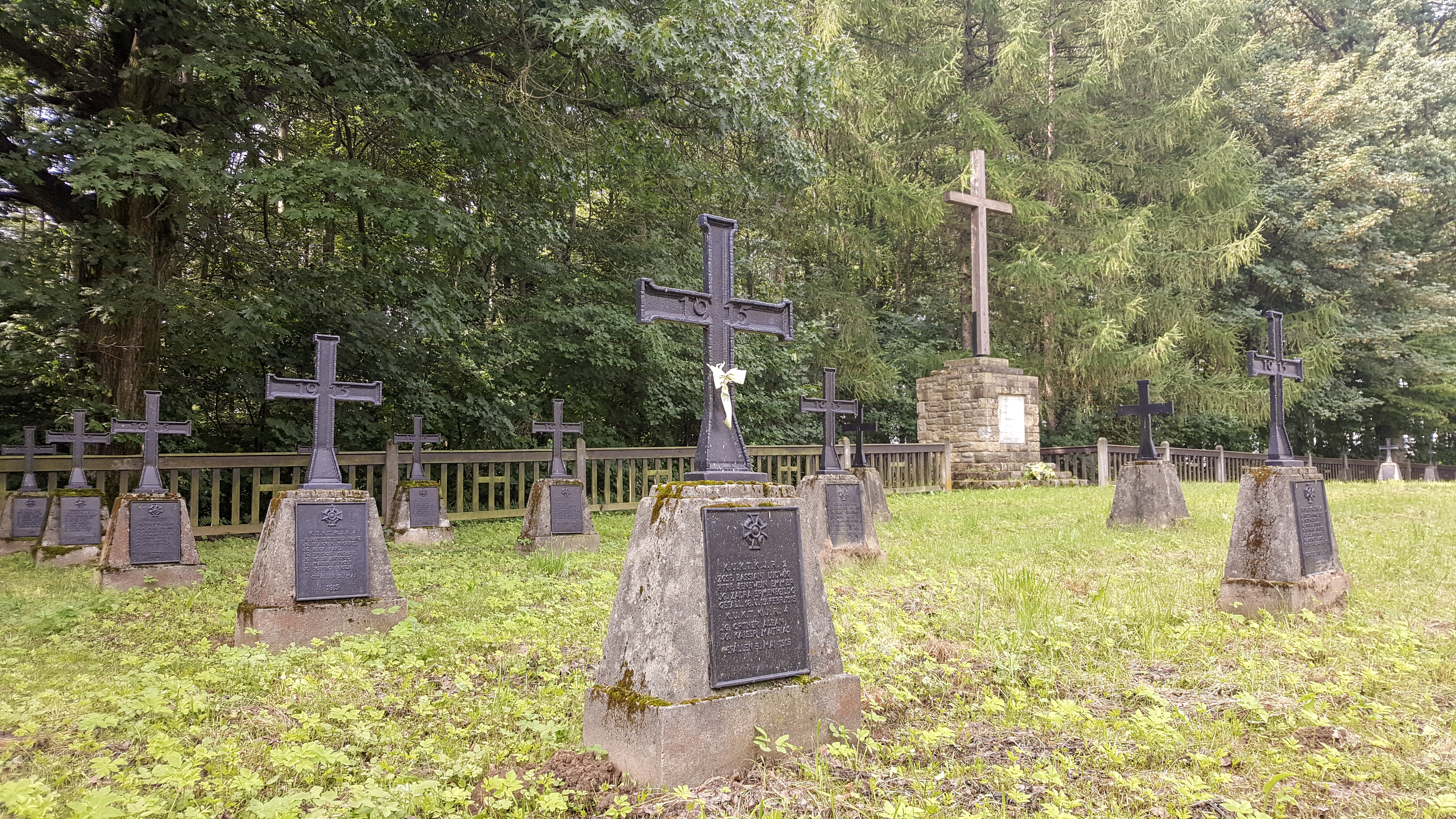
Kwatera austro-węgierska
Pomnik główny
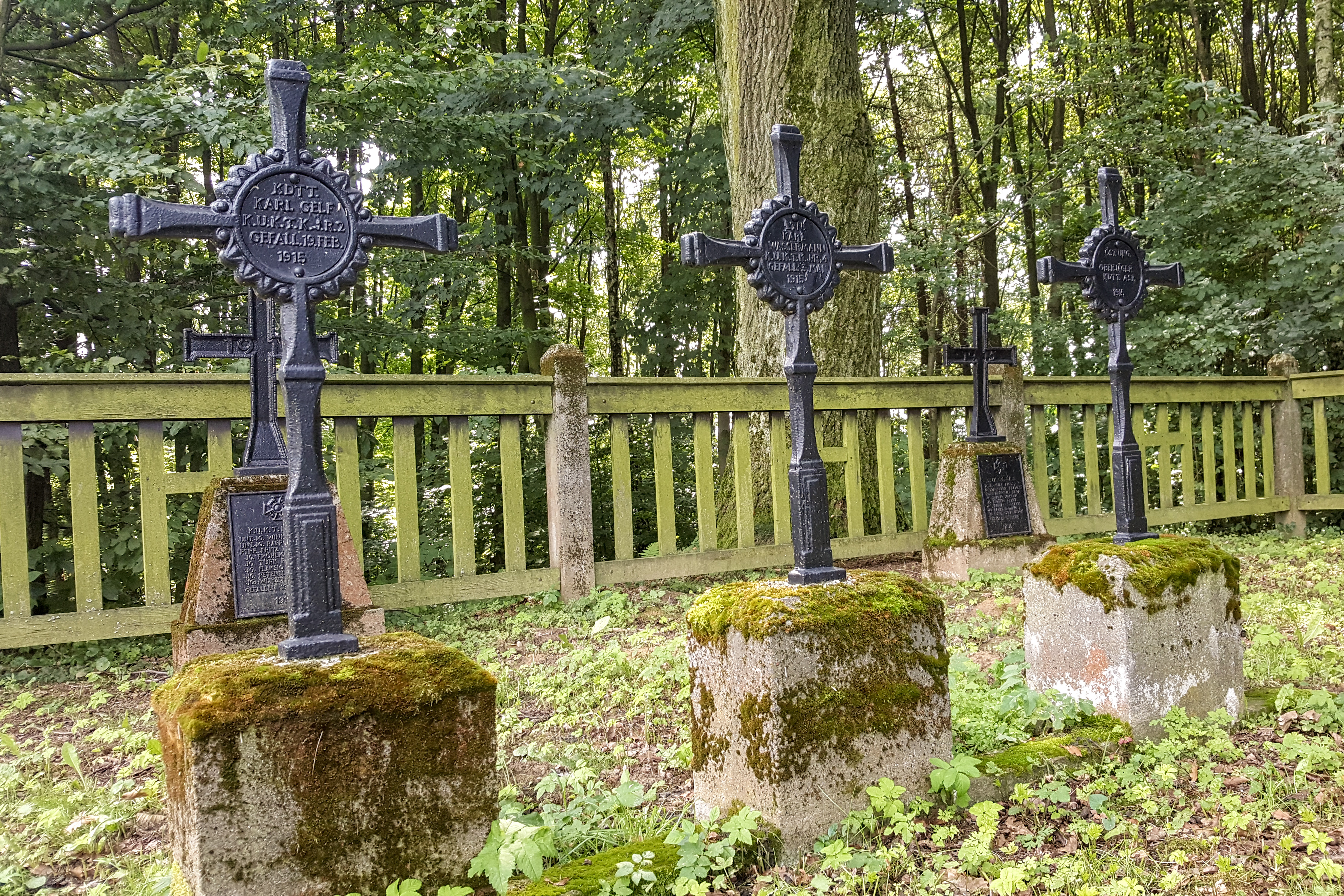
Nagrobki indywidualne

W kwaterze rozmieszczono, w układzie symetrycznym, 54 nagrobki (48 zbiorowych i 6 indywidualnych). Nagrobki na mogiłach zbiorowych to zwężające się ku górze betonowe stele zwieńczone żeliwnym krzyżem o profilowanych krawędziach, z widoczną datą 1915, wykonanym według projektu Hansa Mayera. Na stelach przytwierdzono żeliwne prostokątne tablice z imiennymi inskrypcjami, ozdobione wyobrażeniem Wojskowego Krzyża Zasługi – symbolicznym pośmiertnym odznaczeniem za oddanie życia ojczyźnie. Nagrobki indywidualne wyróżniają się krzyżem z kolistą glorią na skrzyżowaniu, w której umieszczono żeliwną tabliczkę imienną.

### Kwatera żołnierzy armii rosyjskiej
Znajduje się w lesie, około 80 metrów na północny wschód od głównego pomnika i ma powierzchnię 602 m². Podobnie jak kwaterę żołnierzy armii austro-węgierskiej założono ją na planie prostokąta z wypuszczonym wydłużonym aneksem i również ogrodzono. Pomnikiem jest, ustawiony na postumencie z kamiennych bloków, drewniany dwuramienny krzyż patriarchalny. We wnęce na postumencie umieszczono tablicę z wykutą inskrypcją w języku niemieckim: DIE GLEICHE HEIMAT RUFT NACH ALLEN TOTEN (w przekładzie: Wspólna ojczyzna wzywa wszystkich poległych).

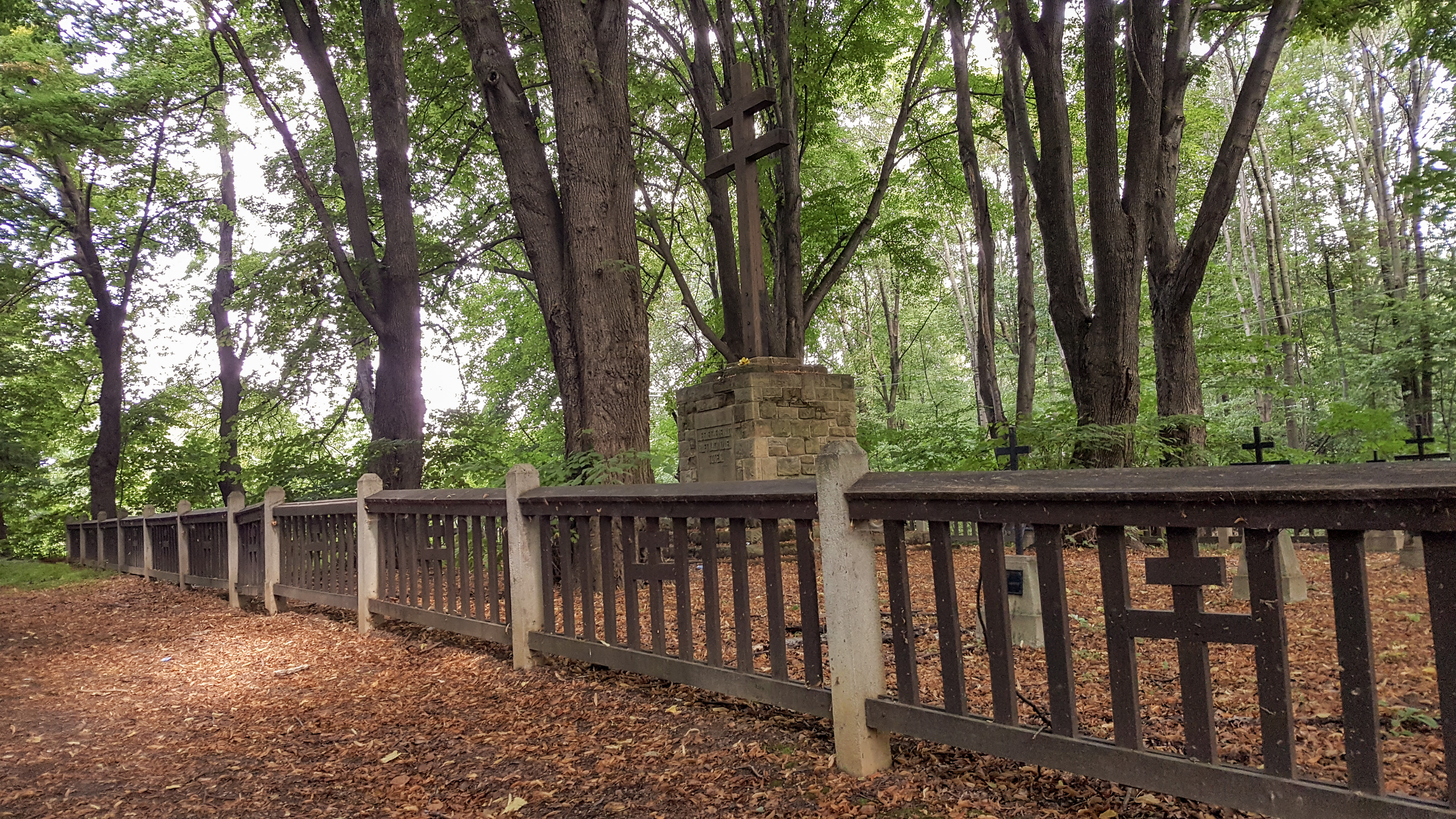
Kwatera żołnierzy rosyjskich
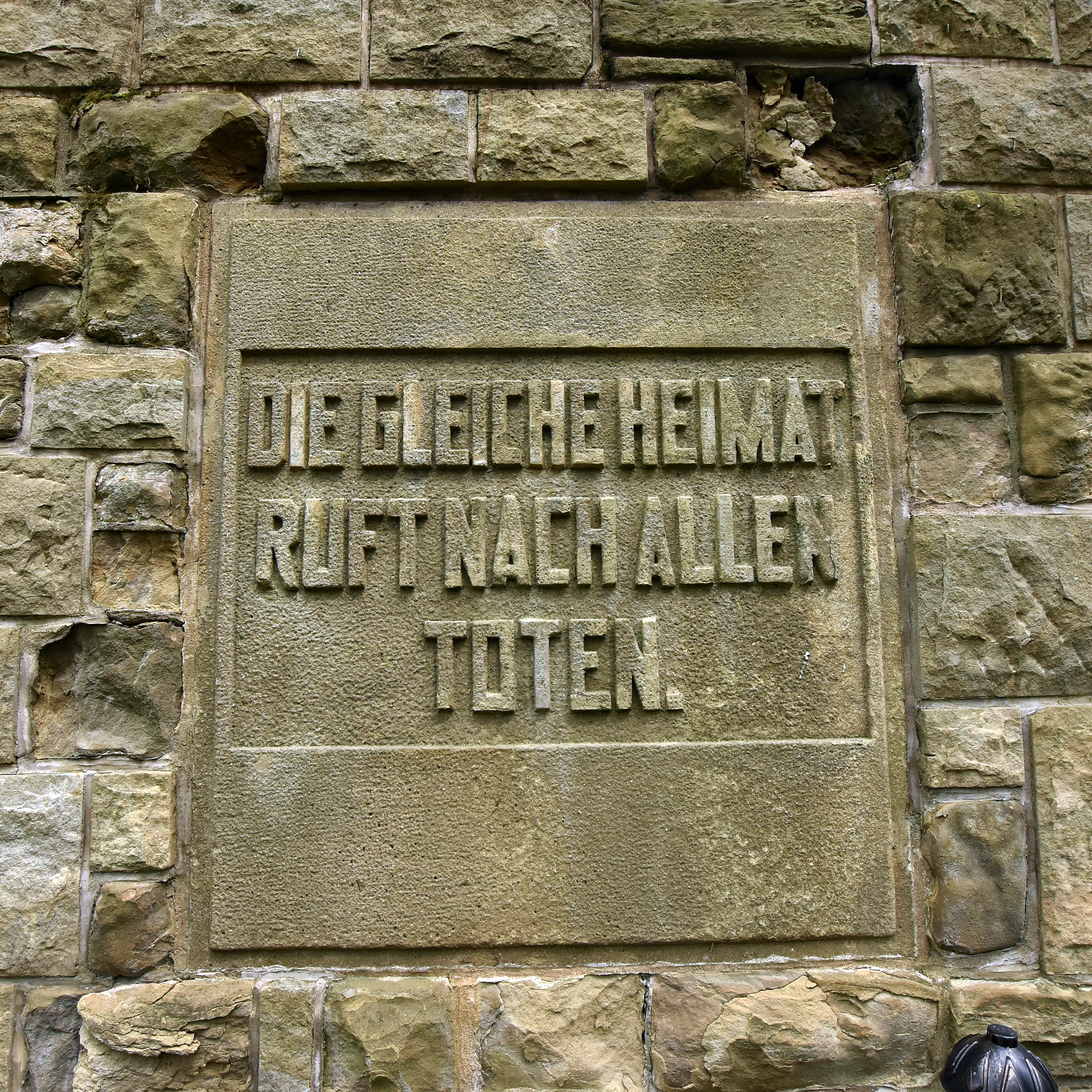
Inskrypcja na pomniku
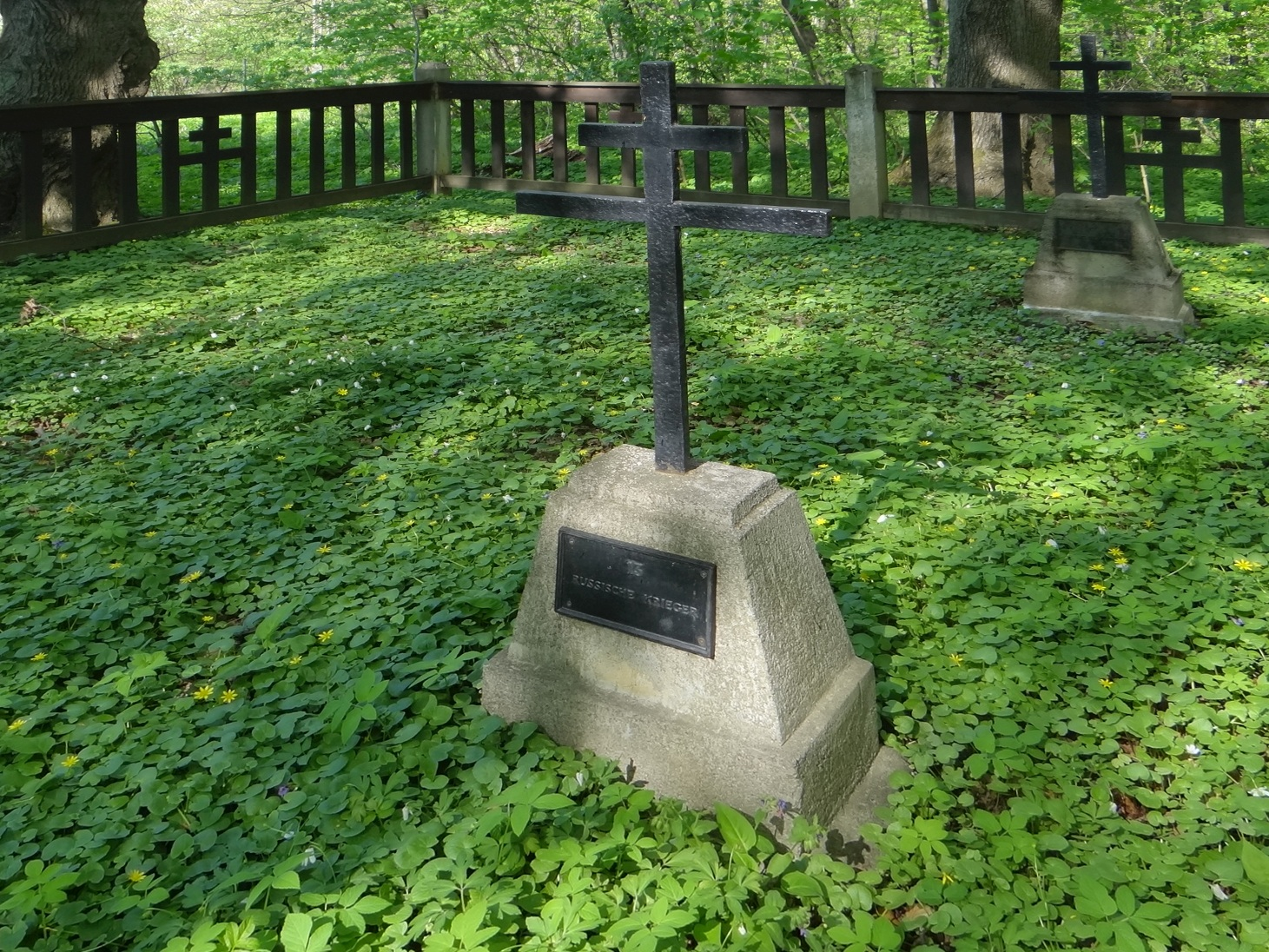
Nagrobek żołnierzy rosyjskich

W kwaterze znajduje się 15 nagrobków na mogiłach zbiorowych, są to zwężające się ku górze betonowe stele zwieńczone prostym kutym krzyżem patriarchalnym. Żeliwne tabliczki inskrypcyjne umieszczone na stelach informują jedynie o ilości pochowanych żołnierzy armii rosyjskiej.

## Polegli
W 92 grobach zbiorowych i 73 pojedynczych pochowano tu 594 żołnierzy poległych w pierwszej połowie 1915 roku. Zginęli podczas zakończonego niepowodzeniem szturmu wojsk austro-węgierskich w lutym, oraz w maju podczas bitwy pod Gorlicami zakończonej przełamaniem frontu rosyjskiego. 
W kwaterze austro-węgierskiej pochowano 359 żołnierzy. Walczyli w 2 Tyrolskim Pułku Strzelców, 14 Pułku Piechoty, 4 Tyrolskim Pułku Strzelców, 28. Pułku Piechoty rekrutującym w okolicach czeskiej Pragi i 1 Bośniacko-Hercegowińskim Pułku Piechoty rekrutującym żołnierzy w okolicach Sarajewa. 
W kwaterze rosyjskiej pochowano 235 nieznanych żołnierzy carskiej armii.